# Fällung
Mit Fällung oder Präzipitation (von lateinisch praecipitatio ‚das Herabstürzen‘) wird in der Chemie das Ausscheiden eines gelösten Stoffes aus einer Lösung bezeichnet. Dies geschieht durch Überschreiten seiner Löslichkeit aufgrund von Änderungen seiner Umgebungsbedingungen, z. B. durch Zusätze von geeigneten Substanzen (Fällungsmittel), Temperatur- und Druckänderung, Verdunstung des Lösungsmittels oder Änderung der Polarität des Lösungsmittels. Das Ausscheiden erfolgt als Niederschlag in Form von amorphen Flocken oder kristallinem Material. Grundsätzlich findet dabei ein Phasenübergang der zuvor gelösten Substanz statt.

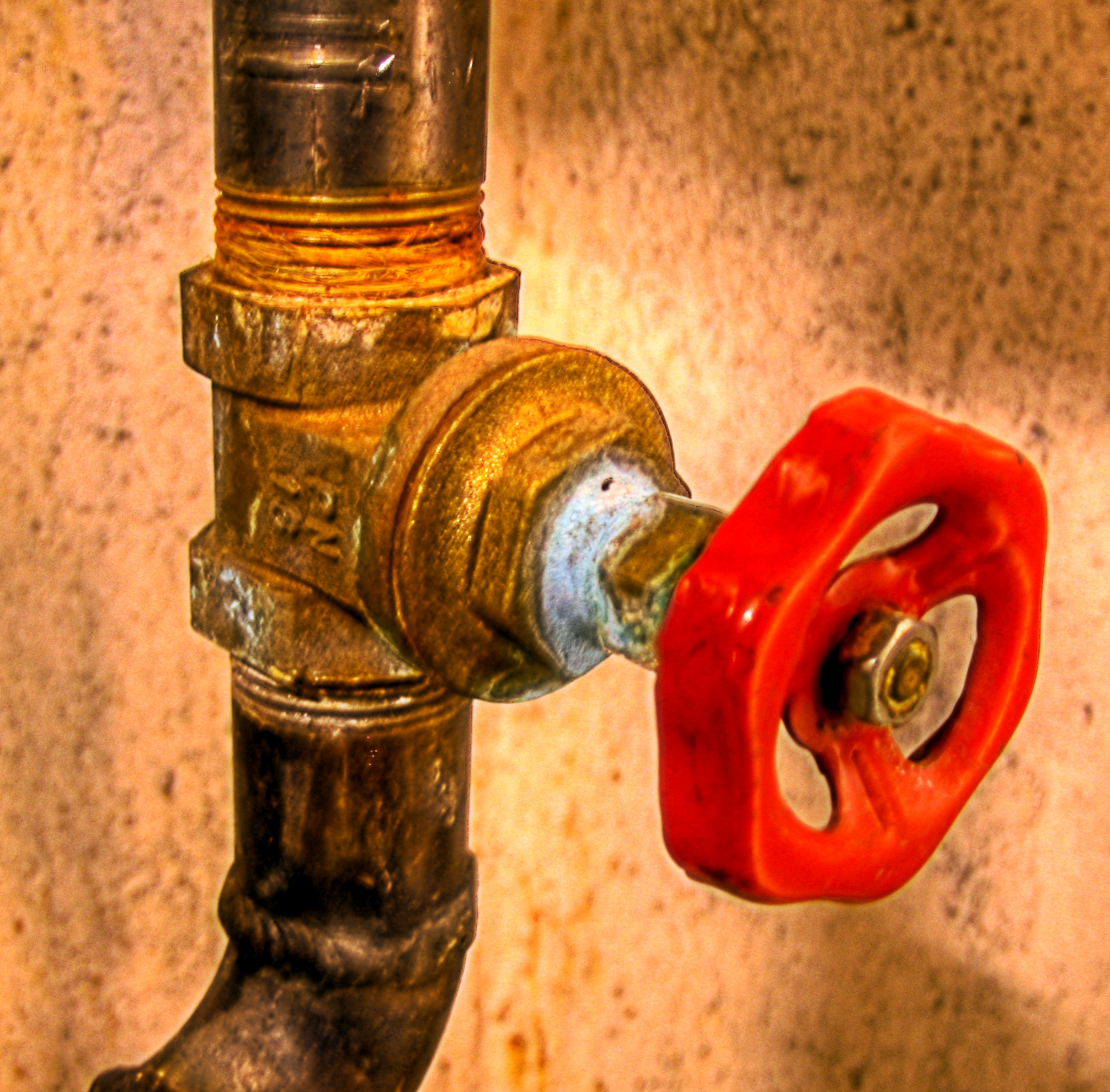
Kalkablagerungen an einem undichten Absperrventil

Ein zugegebenes Fällungsmittel kann dabei Bestandteil des Niederschlags werden oder die gelöste Substanz in eine schwerlöslichere umsetzen, oder nur die Lösungseigenschaften des Lösungsmittels ändern. Die Niederschläge der ausgefällten Feststoffe sind zunächst meist mikrokristallin oder amorph. Mit der Zeit kann durch Umkristallisation die Bildung einer stabileren Kristallmodifikation stattfinden. Oft vergrößern sich diese Teilchen bei Alterung durch zusätzliche Agglomeration. Dadurch lassen sie sich besser filtrieren oder bilden einen Bodensatz. Mit der Alterung der Niederschläge verringert sich häufig deren Löslichkeit weiter.
Die Bildung des Niederschlags oder Präzipitats durch Ausfällung kann auf mehrere Arten ausgelöst werden, durch Fällungsreaktionen, Veränderung des pH-Werts oder Überschreiten des Löslichkeitsprodukts. Die darüberstehende Flüssigkeit wird als Überstand bezeichnet.

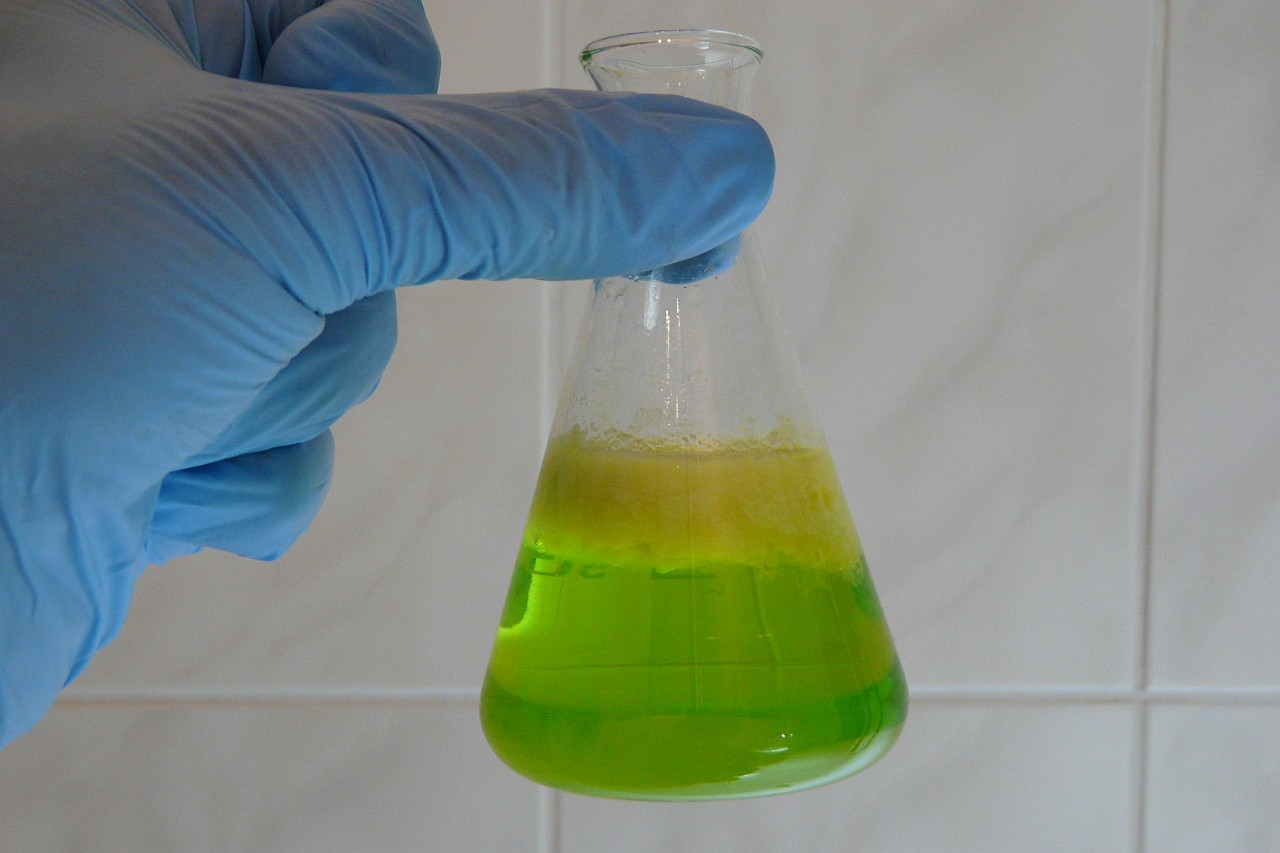
Fällung von Uranylcarbonat

In der Biochemie bezeichnet man als Präzipitation speziell das Ausfällen von Proteinen oder Nukleinsäuren. Die Wirkung bestimmter Salze auf die Löslichkeit entsprechender organischer Verbindungen wird mittels der Hofmeister-Reihe charakterisiert. Spezielle Fällungsmethoden in der Biochemie sind unter anderem die Ammoniumsulfat-Fällung, die PEG-Fällung, die TCA-Fällung (denaturierend), die Ethanolfällung (denaturierend) und die Hitzefällung (denaturierend).
Bei der Abwasserreinigung wird neben der Fällung mit Fällungsmitteln häufig zur Entfernung von kolloidal gelösten Inhaltsstoffen die Flockung unter Anwendung von Flockungsmitteln oder auch Flockungshilfsmitteln angewendet. Die Abtrennung und der Rückhalt der ausgefällten Stoffe erfolgt anschließend häufig mittels Sandfiltern oder Polstofffiltration.

## Coprezipitation
Die Coprezipitation ist eine besondere Form der Fällung, bei der die Edukte zunächst in Lösung gebracht werden um eine homogene Verteilung zu gewährleisten. Anschließend kommt es durch das Vermischen der beiden Lösungen oder dem Zuführen einer weiteren Lösung zur Fällungsreaktion, dabei können sich u. a. Hydroxide oder Carbonate bilden. Das nun homogene Festkörpergemisch kann anschließend filtriert und weiterverarbeitet werden. Diese Weiterverarbeitung kann zum Beispiel das Brennen in einem Ofen sein (z. B. bei der Nickelaluminat-Synthese).